# Sergei Janzen
Sergei Janzen (* 18. Februar 1987 in Jarowoje) ist ein deutsch-russischer Eishockeyspieler, der seit Mai 2015 gemeinsam mit seinem Bruder Alexander beim Deggendorfer SC aus der Oberliga Süd unter Vertrag steht.

## Karriere
Janzen begann seine Karriere im Nachwuchs der Kölner Haie, wo er in der Saison 2002/03 erstmals für die Juniorenmannschaft in der Deutschen Nachwuchsliga aktiv war. Dort gehörte der Linksschütze zu den punktbesten Stürmern der Liga und erzielte in seiner ersten Spielzeit in 38 Spielen 41 Scorerpunkte. In den folgenden zwei Jahren konnte er seine Punkteausbeute stetig steigern und kam schlussendlich in insgesamt 77 Partien auf 80 Punkte. Im Sommer 2005 wurden die Verantwortlichen des REV Bremerhaven auf den damals 18-jährigen aufmerksam und transferierten ihn daraufhin in die 2. Bundesliga. Nach einem ersten Platz in der Hauptrunde konnte Janzen mit seinem neuen Arbeitgeber sogar das Finale erreichen, das mit 2:3 Spielen gegen die Straubing Tigers verloren ging.
Der gebürtige Russe gehörte zum Stammkader und überzeugte die Talent-Scouts des Kooperationspartner, der Hannover Scorpions, von seinen Qualitäten, die ihn zur Saison 2006/07 mit einer Förderlizenz ausstatteten. In der Folge bestritt der Angreifer seine ersten vier DEL-Partien, in denen er jedoch keinen Scorerpunkt erzielen konnte. Die meiste Zeit der Spielzeit verbrachte Janzen beim REV Bremerhaven in der 2. Bundesliga. Nachdem er in der anschließenden Saison erneut im Kader der Scorpions stand, allerdings nicht eingesetzt wurde, war der Flügelstürmer während der Saison 2007/08 nur noch für den REV aktiv. Dort absolvierte er 50 Zweitligaspiele und zudem sechs Partien für die Amateure in der Regionalliga.
In der Spielzeit 2008/09 wurde Sergei Janzen vom Trainerstab der Hannover Scorpions einberufen und kam insgesamt auf elf DEL-Einsätze, in denen ihm ein Tor gelang. In der darauffolgenden Saison kam er auf weitere sieben Einsätze.
Zur Spielzeit 2010/11 wechselt Sergei vollständig zum REV Bremerhaven, bei dem seit dieser Saison auch sein Bruder Alexander unter Vertrag steht.
Im August 2012 erhielten Sergei und sein Bruder Alexander einen Probevertrag bei den Hannover Scorpions. Beide konnten während der Saisonvorbereitung überzeugen und wurden bei den Niedersachsen mit einem Vertrag für die Saison 2012/13 ausgestattet. Zur Saison 2014/15 wechselte Sergei wie auch sein Bruder in die DEL2 zu den Heilbronner Falken, ein Jahr später wurden sie zusammen vom Deggendorfer SC verpflichtet.

### International
Im Jahr 2005 wurde Janzen für die deutsche Juniorennationalmannschaft nominiert, mit der er an der Weltmeisterschaft 2005 in Tschechien teilnahm. Dort erreichte der Angreifer mit dem deutschen Team den achten Platz und sicherte somit den Klassenerhalt. In den sechs Spielen, die er absolvierte, erzielte Janzen zwei Scorerpunkte.

## Karrierestatistik
(Stand: Ende der Saison 2009/10)
(Legende zur Spielerstatistik: Sp oder GP = absolvierte Spiele; T oder G = erzielte Tore; V oder A = erzielte Assists; Pkt oder Pts = erzielte Scorerpunkte; SM oder PIM = erhaltene Strafminuten; +/− = Plus/Minus-Bilanz; PP = erzielte Überzahltore; SH = erzielte Unterzahltore; GW = erzielte Siegtore; 1 Play-downs/Relegation; Kursiv: Statistik nicht vollständig)